# Amber (imię)
Amber – imię kobiece, pochodzi od nazwy bursztynu (skamieniałej żywicy drzewa, który jest często używany do produkcji biżuterii). Słowo to pochodzi od arabskiego عنبر lub Anbar. Słowo to może również odnosić się do koloru żółto-pomarańczowego.
Imię Amber było popularne w języku angielskim w krajach anglosaskich. To najbardziej popularne imię dla dziewczynek urodzonych w Stanach Zjednoczonych w 2008 r. Jest zaliczane do 100 najpopularniejszych imion dla dziewcząt w Anglii i Walii, Szkocji, Irlandii, Belgii, Australii i w ostatnich latach w Kanadzie.

## Odmiana
- Ámbar (hiszpański)
- Amberleigh (angielski)
- Amberly (angielski)
- Amberlynn (angielski)
- Ambra (włoski)
- Ambre (francuski)
- Ambrétte (francuski)
- Inbar (hebrajski)
- Kohaku (japoński) (również dla chłopca)